# Ritmicón

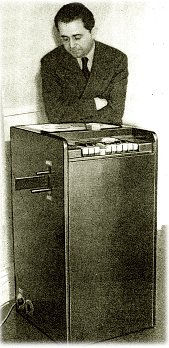
Joseph Schillinger y el ritmicón (1932).

El ritmicón o rhythmicon, también conocido como polyrhythmophone, es un instrumento musical electrónico diseñado en 1931 por Henry Cowell en colaboración con Léon Theremin, dando lugar a la primera caja de ritmos de la historia. Este instrumento transforma datos armónicos en datos rítmicos y viceversa. 

## Historia

### Desarrollo
En 1930 el compositor vanguardista y teórico musical estadounidense Henry Cowell encargó al inventor ruso Léon Theremin la creación del extraordinariamente innovador ritmicón. Cowell quería un instrumento con el que interpretar composiciones que implicaban múltiples patrones rítmicos imposibles de tocar por una sola persona simultáneamente en un teclado acústico o bien en instrumentos de percusión. 
La invención completada por Theremin en 1931 es capaz de generar hasta dieciséis ritmos diferentes, una base rítmica periódica sobre una determinada altura fundamental, así como quince ritmos progresivamente más rápidos, cada uno de ellos asociado a una de las notas ascendentes de la serie armónica de la fundamental. Al igual que la propia serie de armónicos, los ritmos siguen una progresión aritmética, por lo que para cada pulso de la fundamental el primer armónico (si se toca) tiene dos pulsos, el segundo armónico tiene tres pulsos y así sucesivamente. Utilizando el teclado del dispositivo, cada uno de los dieciséis ritmos puede ser producido individualmente o en cualquier combinación. Una decimoséptima tecla permite la opción de la síncopa. El instrumento produce un sonido parecido al de la percusión mediante un sistema propuesto por Cowell, que implica la luz que pasa a través de orificios radialmente indexados en una serie de discos giratorios de rueda dentada antes de llegar a los fotorreceptores eléctricos. Un esquema similar pero más sofisticado, magneto-mecánico en lugar de opto-mecánico pronto sería empleado por Laurens Hammond para construir su primer órgano, que vio la luz en 1935.
Nicolas Slonimsky describió las capacidades del nuevo instrumento de la siguiente manera en 1933: 

«El ritmicón puede reproducir tresillos enfrentados a cinquillos, o cualquier otra combinación de hasta dieciséis notas en grupo. El índice métrico está asociado... con la frecuencia de vibraciones correspondiente... Los cinquillos... suenan en el quinto armónico, los nonillos lo hacen en el noveno armónico y así sucesivamente. Un acorde completo de dieciséis notas presenta dieciséis figuras rítmicas en dieciséis armónicos dentro del rango de cuatro octavas. Las dieciséis notas coinciden con el comienzo de cada período, produciendo de este modo una serie sintético armónica de tonos.»
 — Nicolas Slonimsky.

Joseph Schillinger calculó que se necesitarían 455 días, 2 horas y 30 minutos para ejecutar todas las combinaciones disponibles en el ritmicón, suponiendo una duración media de diez segundos para cada combinación.

### Presentación
Cowell tenía previsto presentar el ritmicón en Europa. En octubre de 1931 envía una carta a Ives desde Berlín en la que le comenta: «He estado componiendo y he terminado el segundo movimiento de mi obra para ritmicón con orquesta para que Nicolás la ponga en marcha en febrero en París». El compositor Charles Ives encargó a Léon Theremin que fabricase un segundo modelo del ritmicón. para que lo utilizasen Cowell y su socio, el director de orquesta Nicolas Slonimsky.
El ritmicón fue estrenado públicamente el 19 de enero de 1932 por Cowell y su colega, el educador y teórico musical Joseph Schillinger en la Nueva Escuela de Investigación Social de Nueva York. Schillinger conocía a Theremin desde principios de la década de 1920 y durante toda su vida venía mostrando un especial interés por la tecnología y la música. «Este aparato, del cual existen dos modelos, uno en posesión de Cowell y el otro entregado por Slonimsky a Schillinger; causaron gran sensación en 1932 durante un concierto celebrado en la Nueva Escuela de Investigación Social de Nueva York.» Shillinger finalmente compró una máquina original y posteriormente, la viuda de Schillinger donó el equipo a la Institución Smithsonian en 1966.
El instrumento radicalmente nuevo atrajo una considerable atención y Cowell escribió una serie de composiciones para él. Entre ellas se incluyen la pieza Rhythmicana de 1931 (más tarde rebautizada como Concierto para orquesta y ritmicón), y Music for violin and rhythmicon (Música para violín y ritmicón) de 1932. Slonimsky comentó que la pieza de Cowell Rhythmicana (probablemente la que el propio Cowell menciona en su correspondencia con Ives) fue completada demasiado tarde para ser interpretada en los conciertos de París. 
El 15 de mayo de 1932, un concierto en la Nueva Sociedad Musical de San Francisco incluía el estreno de la nueva obra de Mildred Couper Xanadu junto con una demostración del nuevo instrumento de Cowell. Según algunas fuentes en ese concierto se estrenó Rhythmicana de Cowell en cuatro movimientos con orquesta y la pieza Música para violín y ritmicón. «...En 1932... Cowell escribió dos composiciones para el instrumento... el concierto Rhythmicana en cuatro movimientos, una interpretación de percusión polirrítmica unida a una orquesta y Música para violín y ritmicón. La primera interpretación de esta música de cámara técnica... tuvo lugar ese mismo año en San Francisco...». No obstante, de acuerdo con otras fuentes el concierto Rhythmicana no fue interpretado públicamente hasta 1971 y fue ejecutado en una computadora. Cowell más adelante volvió a utilizar este mismo título Rhythmicana para un conjunto de piezas para piano solo que compuso en 1938.
En poco tiempo el brillo desapareció. En 1988 Slonimsky escribió:

«Al igual que muchos artilugios futuristas, el ritmicón era una maravilla en todos los sentidos, excepto que no funcionó. No fue sino hasta cuarenta años después que un instrumento electrónico de especificaciones similares fue construido en la Universidad de Stanford. Podía hacer todo lo que Cowell y Theremin habían querido hacer y más, pero carecía de la cualidad emocional esencial a la música. Sonaba estéril, antiséptico, sin vida, como un robot con una voz sintética.»
— Nicolas Slonimsky.

Cowell pronto dejó el ritmicón atrás para dedicarse a otros intereses y durante muchos años prácticamente permaneció en el olvido.

### Años posteriores
Uno de los instrumentos originales construidos por Theremin acabó quedándose en la Universidad de Stanford. El otro dispositivo permaneció con Slonimsky, de quien más tarde pasó a Schillinger y a la Institución Smithsonian Este último instrumento sigue operativo y su sonido ha sido descrito como "percusivo, casi de tambor". Theremin más tarde, a principios de la década de 1960, construyó un tercer modelo, más compacto después de su retorno a la Unión Soviética hacia el final de la década de 1930. Esta versión del instrumento está aún en funcionamiento y ahora se encuentra en el Centro Theremin de Moscú.
Según muchos relatos infundados, en la década de 1960 el innovador productor de música pop Joe Meek experimentó con el instrumento, aunque parece muy poco probable que él tuviese acceso a cualquiera de los tres dispositivos originales. Del mismo modo, ciertos relatos afirman sin justificación que el ritmicón puede ser escuchado en las bandas sonoras de diversas películas como por ejemplo Dr. Strangelove.
Más recientemente, el compositor Nick Didkovsky ha diseñado y programado un ritmicón virtual utilizando JMSL (Java Music Specification Language) y JSyn (Java Synthesis).